# Römisch-katholische Kirche in Nepal

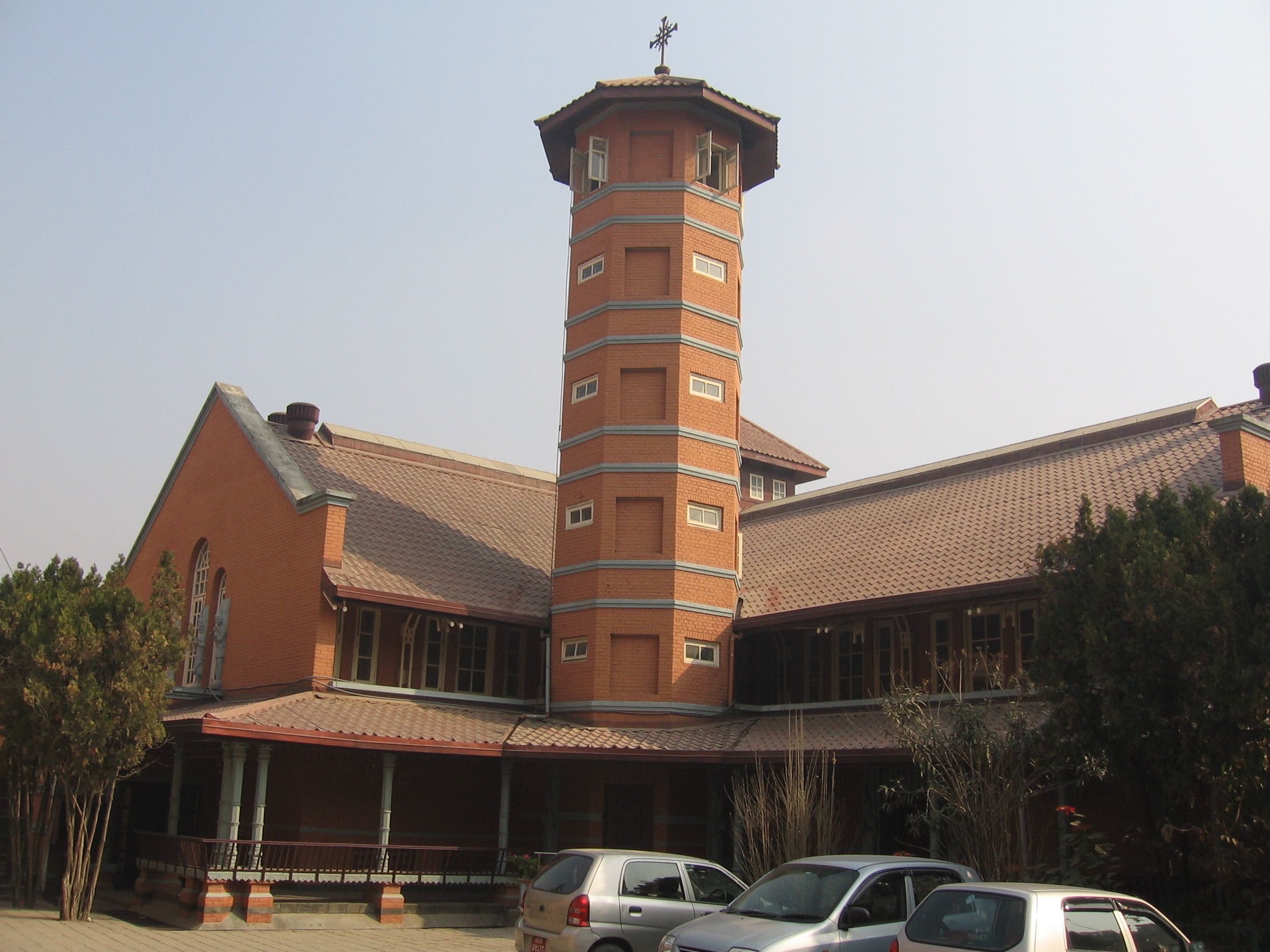
Kathedrale in Kathmandu

Die römisch-katholische Kirche in Nepal ist eine Minderheitenkirche.
Ursprünglich zum Erzbistum Patna (Indien) gehörig, wurde das 147.181 km² große Gebiet am 7. Oktober 1983 zu einer selbstständigen Mission sui juris erhoben.
In den folgenden Jahren entwickelte sich die Mission rasant, so dass sie, die 1988 noch 2.174 Gläubige zählte, im Jahre 2001 bereits auf 6.195 Gläubige angewachsen war. Auch der Aufbau einer inneren Struktur gelang, und die Zahl der Pfarreien stieg in gleicher Zeit von 13 auf 35 an.
Am 8. November 1996 wurde die Mission zu einer Apostolischen Präfektur, geleitet von den Jesuiten, erhoben. Ihnen gelang es, einen einheimischen Klerus heranzubilden, der im Jahre 2001 schon 6 Priester zählte. Zur gleichen Zeit befanden sich in der Präfektur 40 Ordenspriester und 104 Ordensschwestern, die hauptsächlich aus dem Ausland stammen.
Papst Benedikt XVI. erhob die Apostolische Präfektur am 10. Februar 2007 zum Apostolischen Vikariat Nepal und ernannte den bisherigen Präfekten Anthony Sharma SJ zum Bischof. Der Sitz des Apostolischen Vikars befindet sich in Kathmandu.
Seit 2021 vertritt Erzbischof Leopoldo Girelli den Heiligen Stuhl diplomatisch als Apostolischer Nuntius in Indien und Nepal.